# カステル・ディ・サッソ
カステル・ディ・サッソ（伊: Castel di Sasso）は、イタリア共和国カンパニア州カゼルタ県にある、人口約1,000人の基礎自治体（コムーネ）。

## 地理

### 位置・広がり

#### 隣接コムーネ
隣接するコムーネは以下の通り。
- カイアッツォ
- カープア
- リーベリ
- ピアーナ・ディ・モンテ・ヴェルナ
- ポンテラトーネ

### 気候分類・地震分類
カステル・ディ・サッソにおけるイタリアの気候分類 (it) および度日は、zona D, 1446 GGである。
また、イタリアの地震リスク階級 (it) では、zona 2 (sismicità media) に分類される。